# Ole Ivars
Ole Ivars ist eine norwegische Dansband, die 1964 in Hamar in Norwegen gegründet wurde. Die Band gab über 40 Alben heraus und hatte über die Jahre hinweg wechselnde Besetzungen mit über 30 Mitgliedern. In den 1990er-Jahren entwickelte sie sich zur populärsten Danseband Norwegens. Im Juli 2022 gab die Band bekannt, sich nach einer Abschiedstournee auflösen zu wollen.

## Geschichte

### 1960er-Jahre: Gründung und erster Durchbruch
Die Band wurde 1964 in Løten in der Nähe von Hamar gegründet. Gründungsmitglieder waren der Keyboarder Ole Ødegård, der Sänger Ivar Grønsveen, der Bassist Knut Pedersen, der Schlagzeuger Per Hexeberg und der Gitarrist Arne Vidar Bråthen. Der Bandname wurde nach Vorbild der schwedischen Band Sven-Ingvars aus den Vornamen von Ole Ødegård und Ivar Grønsveen gebildet, die als die Initiatoren der Gruppe fungierten. Bråthen wurde im Jahr 1965 durch den Saxophonisten Arne Willy Foss ersetzt. 1965 gewannen die Band die Østlandsmesterskapet.
Ole Ivars erhielt im Herbst 1966 einen Plattenvertrag bei Troll Records. Im selben Jahr veröffentlichten sie die beiden Singles Jeg har alltid en venn i gitaren und To små forglemmegei. Sie verkauften von den beiden Singles nur 1600 Schallplatten, 700 davon in Hamar. Von ihrem Plattenlabel wurden sie in dieser Zeit als „Norwegens Antwort auf Sven-Ingvars“ vermarktet. Im Jahr darauf veröffentlichten sie vier Lieder. Ihre vierte Single des Jahres, die den Titel Regnets rytme trug, führte schließlich zur Chartplatzierung und zum größeren Durchbruch. Im Dezember 1967 verließ der Schlagzeuger Hexeberg die Gruppe und wurde mit Henning Westeng ersetzt. Nach ihren ersten größeren Erfolgen entwickelte sich Ole Ivars zu einer norwegenweit bekannten Band.

### 1970–1980: Wechselnde Besetzung und Aufspaltung
In den 1970er-Jahren wurden entgegen der Musikrichtung von Ole Ivars Diskotheken und Rockmusik beliebter. Zugleich wurde die Bandbesetzung unstabiler. Das Gründungsmitglied Ole Ødegård bezifferte die Anzahl der Mitglieder, die Ole Ivars im Laufe der Zeit hatte, im Jahr 2014 auf etwa 35. Nachdem Knut Pedersen die Band im Dezember 1969 verlassen hatte, blieb sein Nachfolger Åsmund Snortheim nur fünf Monate bei der Band. Snortheim wurde wiederum als Bassist durch Nils Østby ersetzt. Im Januar 1970 stieß Ingrid Øyen als Sängerin zur Band hinzu. Es folgten innerhalb von zwei Jahren die Sängerinnen Wenche Hallan und Toril Støa. Die drei waren die einzigen weiblichen Mitglieder in der Bandgeschichte. Aufnahmen wurden allerdings nur mit Ingrid Øyen produziert. Arne Willy Foss verließ ab 1971 Ole Ivars für einige Jahre und wirkte bei der Band Christopher Bean mit. Im Jahr 1972 setzte sich Ole Ivars aus den beiden Gründungsmitgliedern Ivar Grønsveen und Ole Ødegård sowie dem Bassisten Terje Pettersen, dem Trompeter Kjell A. Olsen, dem Saxophonisten Tor Egil Simensen und dem Schlagzeuger und Sänger Terje Scott zusammen.
Im Oktober 1973 starb mit Ivar Grønsveen im Alter von 27 Jahren eines der Gründungsmitglieder und Frontfiguren der Band. Er wurde durch Lasse Johansen ersetzt. Auch der spätere Sänger Tore Halvorsen war bereits zu diesem Zeitpunkt als neues Mitglied im Gespräch gewesen, er spielte jedoch zu dieser Zeit bereits in einer anderen Band und hatte einen eigenen Plattenvertrag. Durch die Rückkehr von Arne Willy Foss machte Ole Ivars mit sieben Mitgliedern weiter und erhielt einen Vertrag beim Label RCA. Die Band wurde Hausband bei der TV-Sendung 12 rette im norwegischen Rundfunk Norsk rikskringkasting (NRK). Als solche war sie von 1974 bis 1978 im Einsatz. Dadurch erhielt Ole Ivars neue Aufmerksamkeit und konnte ihre Verkäufe steigern. In der Zeit sangen die Bandmitglieder vor allem bekannte Schlagerlieder ein und die Besetzung stabilisierte sich. Zu größeren Änderungen kam es im Mai 1978, als neben Tor Egil Simensen und Lasse Johansen auch das Gründungsmitglied Ole Ødegård die Band verließ. Die erste Veröffentlichung der neuen Besitzung erhielt den Titel Ole Ivars, obwohl die beiden Namensgeber nicht mehr Mitglied der Band waren.
Aus ehemaligen Mitgliedern heraus bildete sich 1979 mit Ole Ivars Veteranene (deutsch: Die Ole-Ivars-Veteranen) eine Parallelband. Die Ole Ivars Veteranene veröffentlichten eigene Lieder und Ende 1980 die LP Venner av oss, die in etwa einem Monat 15.000 Verkäufe erzielte. Arne Willy Foss spielte zeitweise für beide Bands. Bei den Veteranen spielte zudem mit Arild Engh auch ein Musiker mit, der Ole Ivars selbst davor nie angehört hatte.

### 1981–1989: Rückkehr zur alten Besetzung und eigene Lieder
Ole Ivars selbst veröffentlichte mit stark wechselnder Besetzung verschiedene Lieder und Alben. Deren letzte Besetzung gab zwei Lieder hervor, bevor sie sich auflösten. Die Band Ole Ivars Veteranene erhielt dadurch im Winter 1981 wieder die Rechte am Namen Ole Ivars zurück und wurde die einzige Band unter dem Namen. Mitglieder der Gruppe waren zu diesem Zeitpunkt Ole Ødegård, Arne Willy Foss, Nils Østby, Tor Egil Simensen, Arild Engh und Lasse Johansen.
Im Jahr 1983 wurde William Kristoffersen neuer Bassist von Ole Ivars. Er wurde zudem neuer Songwriter der Band und Ole Ivars entwickelte sich in dieser Zeit weg von einer Gruppe, die vor allem Coverlieder und Liedübersetzungen aufführte und einsang. Lasse Johansen verließ 1988 die Band. Er wurde nun mit Tore Halvorsen ersetzt, der schon 1973 als Wunschbesetzung galt.

### 1990er-Jahre: Erneute Popularität
Die Band wechselte 1992 zum Plattenlabel Tylden & Co, das zu den bedeutendsten in diesem Genre zählte. Sämtliche Veröffentlichungen der Band mit dem Label erzielten in den 1990er-Jahren über 20.000 Verkäufe. Ab Mitte der 1990er-Jahre begann die Popularität des Danseband-Genres in Norwegen wieder anzusteigen, nachdem sie zuvor zurückgegangen war. Ole Ivars galt in dieser Zeit als Frontfigur des Genres. Unter anderem sangen sie das Lied Jag trodde änglarna fanns mit der schwedischen Sängerin Kikki Danielsson und Samefolkets land mit dem Joiker Mattis Hætta ein. Im Jahr 1996 wurde Bjørn Elvestad Mitglied. Er wirkte bereits ab 1991 bei Aufnahmen der Band mit. Im selben Jahr wurde die Band zur Aktiengesellschaft Ole Ivars AS umgewandelt, William Kristoffersen wurde deren Vorsitzender.
Beim norwegischen Musikpreis Spellemannprisen wurde Ole Ivars für das Jahr 1996, nachdem die Danseband-Kategorie eingeführt worden war, erstmals nominiert und konnte den Preis in der Kategorie „Tanzorchester“ gewinnen. Drei Jahre später gewann die Band die Auszeichnung „Årets Spellemann“, die als die Hauptauszeichnung des Musikpreises gilt. Bei der 1999er-Ausgabe des Preises gewann Ole Ivars zudem erneut die Auszeichnung in der Tanzorchester-Kategorie.

### 2000er-Jahre: 40-Jahr-Jubiläum und MGP-Teilnahme
Beim Spellemannprisen gewann Ole Ivars auch in den Jahren 2000, 2003, 2004 und 2010 erneut in der Kategorie „Tanzorchester“. Im Jahr 2004, also im Jahr des 40-Jahr-Jubiläums, wurde die Band zudem mit dem Hedmarksprisen, dem Kulturpreis der Fylkeskommune Hedmark und dem Gamelengprisen ausgezeichnet. Außerdem erfolgte die Kür zur Tidenes Norske Danseband, also zur besten norwegischen Danseband aller Zeiten, durch den norwegischen Rundfunk Norsk rikskringkasting (NRK). Für ihr Album Ole Ivars 40 beste erhielten sie im November 2007 auch in Schweden eine Gold-Auszeichnung für über 20.000 verkaufte Einheiten.
Im Jahr 2008 trat Ole Ivars mit Som I Himmelen beim Melodi Grand Prix 2008, dem norwegischen Vorentscheid für den Eurovision Song Contest 2008, an. Das Lied wurde als Liebeslied und Ballade beschrieben und wurde von William Kristoffersen geschrieben. Ole Ivars konnte sich mit ihrem Beitrag aus dem Halbfinale heraus für das Finale qualifizieren, dieses jedoch nicht gewinnen. Der Songwriter William Kristoffersen erhielt 2009 die Norwegische Königliche Verdienstmedaille (Kongens fortjenstmedalje) in Silber.

### 2010er-Jahre: 50-Jahr-Jubiläum und neue Mitglieder
Die Band feierte 2014 ihr 50-jähriges Bestehen. Bis dahin hatten sie 45 Alben veröffentlicht. In diesem Jahr fand im Nationaltheatret die Uraufführung eines Theaterstücks statt, das rund um Lieder der Band aufgebaut worden war. Aus dem Theaterstück entwickelte sich später die TV-Serie En får væra som en er, die 2019 bei TV 2 ausgestrahlt wurde.
William Kristoffersen, der über Jahre hinweg als Songwriter der Gruppe fungierte, kündigte im Jahr 2016 an, keine neuen Lieder mehr für Ole Ivars zu schreiben. Er begründete das damit, dass man durch den Verkauf von Alben aufgrund von Musikstreaming im Internet kein Geld mehr verdienen könne. Im April 2017 starb der Schlagzeuger Arild Engh im Alter von 70 Jahren nach längeren gesundheitlichen Problemen, zuvor trat er deshalb bereits länger nicht mehr mit der Band auf. Morten Nyhus, der Engh bereits vor seinem Tod über einen längeren Zeitraum vertrat, wurde daraufhin der neue feste Schlagzeuger der Band. Im Dezember 2018 stieg der Sänger Tore Halvorsen nach 30 Jahren aus der Band aus. Er wurde durch Espen Hagen Olsen ersetzt, der Halvorsen bereits davor für einige Wochen vertreten hatte.

### 2020er-Jahre: Ankündigung der Auflösung
Im Juli 2022 gab die Band bekannt, sich nach einer Abschiedstournee auflösen zu wollen. Als Gründe für die Auflösung gaben sie unter anderem ihr Alter an, dass sich durch die COVID-19-Pandemie die Branche verändert hätte und dass es mit der Zeit schwieriger geworden sei, ihre Musik zu verkaufen. Beim Spellemannprisen 2023 wurde die Band mit dem Ehrenpreis ausgezeichnet.

## Auszeichnungen
Spellemannprisen
- 1996: „Tanzorchester“ für Dans på Skjermertopp
- 1998: Nominierung in der Kategorie „Tanzorchester/Gammaldans“ für På cruise og tvers
- 1999: „Årets Spellemann“
- 1999: „Tanzorchester“ für Ole Ivars i 2000
- 2000: „Tanzorchester“ für Medisin mot det meste
- 2003: „Tanzorchester“ für Hverdag og fest
- 2004: „Tanzorchester“ für Heldiggriser
- 2006: Nominierung in der Kategorie „Tanzorchester“ für Ole Ivars så klart!
- 2007: Nominierung in der Kategorie „Tanzorchester“ für Vi lever i håpet
- 2009: Nominierung in der Kategorie „Tanzorchester“ für Femten ferske
- 2010: „Tanzorchester“ für Stjerneklart
- 2011: Nominierung in der Kategorie „Tanzorchester“ für 34
- 2013: Nominierung in der Kategorie „Danseband“ für 50 år
- 2023: „Ehrenpreis“

Sonstige
- 2004: Hedmarksprisen
- 2004: Hedmark fylkeskommunes kulturpris (Kulturpreis der Fylkeskommune Hedmark)
- 2004: Gamelengprisen

## Diskografie

### Alben
| Jahr | Titel                     | Höchstplatzierung, Gesamtwochen, AuszeichnungChartsChartplatzierungen (Jahr, Titel, Platzierungen, Wochen, Auszeichnungen, Anmerkungen) | Anmerkungen |
| Jahr | Titel                     | NO | Anmerkungen |
| ---- | ------------------------- | --- | ----------- |
| 1968 | 12 beste                  | NO18 (1 Wo.)NO |             |
| 1968 | Ole Ivars                 | NO1 (36 Wo.)NO |             |
| 1969 | Ole Ivars 2               | NO8 (10 Wo.)NO |             |
| 1975 | På farten igjen           | NO17 (3 Wo.)NO |             |
| 1998 | På Cruise og Tvers        | NO30 (1 Wo.)NO |             |
| 2000 | Medisin mot det meste     | NO17 (2 Wo.)NO |             |
| 2000 | Gull                      | NO18 (7 Wo.)NO |             |
| 2003 | Hverdag og fest           | NO20 (3 Wo.)NO |             |
| 2004 | Heldiggriser              | NO18 (2 Wo.)NO |             |
| 2005 | Vi tar det tel manda’n    | NO12 (6 Wo.)NO |             |
| 2006 | Ole Ivars så klart!       | NO19 (4 Wo.)NO |             |
| 2007 | Jag trodde änglarna fanns | NO27 (6 Wo.)NO |             |
| 2007 | Vi lever i håpet          | NO11 (5 Wo.)NO |             |
| 2008 | Platina                   | NO11 (9 Wo.)NO |             |
| 2009 | Femten ferske             | NO6 (5 Wo.)NO |             |
| 2010 | Stjerneklart              | NO9 (4 Wo.)NO |             |
| 2011 | 34                        | NO6 (3 Wo.)NO |             |
| 2012 | Guttetur og gledeshus     | NO5 (3 Wo.)NO |             |
| 2014 | Ole Ivars 50 år           | NO4 (3 Wo.)NO |             |

Weitere Alben
- Jeg vil se deg smile (1969)
- Flydur og andre tonearter (1972)
- Ole Ivars på farten (1974)
- Ole Ivars farter videre (1975)
- Bli vår gjest (1976)
- Sangen vi fant (1977)
- Ole Ivars (1978)
- Kvelden venter på oss (1979)
- Venner av oss (1980)
- En prestkrage i min hand (1982)
- Jubileum (1984)
- Skolefri (1986)
- Jubileums-swing (1989)
- Jul (1989)
- Bære musikk (1990)
- På en - to - tre (1991)
- Lørdagskveld (1992)
- Spellemannsblod (1993)
- Kavalkade 40 låter gjennom 30 år (1994)
- Juleplata tel Ole Ivars (1995)
- Dans på Skjermertopp (1997)
- Ole Ivars 20 beste (1999)
- Ole Ivars i 2000 (1999)
- En får væra som en er (2001)
- 40 Beste (2002)
- Ole Ivars' Jul (2003)
- Gull 2 (2004)
- En annen dans (2004)
- Fri Willy (2006)
- På en-to-tre (2006)

### Singles
| Jahr | Titel Album                                     | Höchstplatzierung, Gesamtwochen, AuszeichnungChartsChartplatzierungen (Jahr, Titel, Album, Platzierungen, Wochen, Auszeichnungen, Anmerkungen) | Anmerkungen |
| Jahr | Titel Album                                     | NO | Anmerkungen |
| ---- | ----------------------------------------------- | --- | ----------- |
| 1968 | Har jeg sagt deg alt jeg ville si deg Ole Ivars | NO8 (7 Wo.)NO |             |
| 1968 | Line Ole Ivars                                  | NO8 (6 Wo.)NO |             |
| 1968 | Regnets rytme Ole Ivars                         | NO5 (10 Wo.)NO |             |

Weitere Singles
- 1999: Jag trodde änglarna fanns (NO: Gold)[21]
- 1999: Nei, så tjukk du har blitt (NO: Gold)
- 2001: Kongen av Campingplassen (NO: Platin)

### Videoalben
- Dans på Skjermertopp (2006)